# Jimmy Ruffin
Jimmy Lee Ruffin (7 de mayo de 1936 – 17 de noviembre de 2014) fue un cantante estadounidense de música soul, hermano mayor de David Ruffin, miembro de The Temptations. Lanzó numerosos sencillos de éxito entre las décadas de 1960 y 1980, entre los que destacan "What Becomes of the Brokenhearted" y "Hold On (To My Love)".

## Biografía
Jimmy Ruffin nació en 1936 en Collinsville (Misisipi), del matrimonio formado por Eli y Ophelia Ruffin. Cuando contaba con aproximadamente cinco años nació su hermano menor David. Durante su infancia, ambos hermanos formaron parte del grupo de góspel The Dixie Nightingales.
En 1961, Jimmy entró a formar parte de la plantilla de cantantes de la compañía discográfica Motown, principalmente ejerciendo como cantante de sesión pero también editando sencillos propios con el sello subsidiario Miracle Records. Tras pasar un tiempo cumpliendo el servicio militar, en 1964 retornó a la Motown, donde se le ofreció la posibilidad de integrarse en The Temptations para reemplazar a Elbridge Bryant. Sin embargo, tras escuchar a su hermano David, los directivos de la compañía decidieron ofrecerle el puesto a él, con lo que Jimmy decidió retomar su carrera en solitario. Grabó con el sello subsidiario de Motown, Soul Records, pero con escaso éxito.
En 1966, escuchó una canción sobre amor no correspondido escrita para The Spinners, pero Ruffin llegó a un acuerdo con los compositores para grabarla él mismo. Su grabación de "What Becomes of the Brokenhearted" se convirtió en el mayor éxito de su carrera. Alcanzó el puesto número 7 de Billboard Hot 100 y el 6 en las listas R&B. En el Reino Unido alcanzó inicialmente el puesto número 8 y posteriormente el puesto número 4 en su reedición de 1974. "What Becomes of the Brokenhearted" fue el principal sencillo de su álbum debut, Jimmy Ruffin Sings Top Ten, publicado por Soul Records en 1967. Sus siguientes lanzamientos, "I've Passed This Way Before" y "Gonna Give Her All The Love I've Got" fueron también sencillos de éxito en Estados Unidos, en 1966 y 1967 respectivamente.
El segundo álbum de Ruffin, Ruff 'n' Ready, fue publicado en 1969. Se extrajo el sencillo "Don't You Miss Me a Little Bit Baby", que alcanzó el puesto 68 de Billboard Hot 100 y el 27 de la lista Hot R&B/Hip-Hop Songs. Como solista, fue el último lanzamiento significativo de Ruffin en Estados Unidos en muchos años. La canción fue reeditada en 1974 como cara B del sencillo "What Becomes of the Brokenhearted".
Como encontró dificultades para mantener el éxito en Estados Unidos, Ruffin decidió concentrarse en el mercado británico. En 1970, "Farewell Is A Lonely Sound", "I'll Say Forever, My Love" y "It's Wonderful (To Be Loved By You)" alcanzaron el grupo de los diez más populares de las listas británicas e incluso fue votado en una encuesta como uno de los mejores cantantes del mundo. Formó dúo con su hermano David para grabar el álbum I Am My Brother's Keeper, que tuvo un modesto éxito e incluyó temas como "When The Love Hand Comes Down", "Your Love Was Worth Waiting For" o una versión del clásico de Ben E. King, "Stand by Me". Su tercer álbum en solitario, The Groove Governor, fue publicado en 1970, sin conseguir el éxito de sus dos anteriores trabajos.
A Ruffin le resultó difícil mantener una identidad propia ya que muchas de las canciones que inicialmente había grabado fueron lanzadas en versiones exitosas de otros artistas como "Everybody Needs Love", de Gladys Knight & The Pips, "Maria (You Were The Only One)", de Michael Jackson, "If You Let Me," por Eddie Kendricks o "Beauty Is Only Skin Deep" de The Temptations.
Tras dejar la Motown, trabajó con Polydor y Chess Records, donde grabó  "Tell Me What You Want." En 1980, Robin Gibb de los Bee Gees produjo su álbum Sunrise así como el sencillo "Hold On To My Love", que alcanzó el puesto número 10 de las listas estadounidenses y el 7 de las británicas.
A comienzos de los años 80, Ruffin se mudó al Reino Unido donde continuó con éxito su carrera. En diciembre de 1984, colaboró con Paul Weller, líder de The Style Council, en el sencillo benéfico "Soul Deep", con el fin de recaudar dinero para las familias afectadas por huelga minera de 1984-1985. Jimmy Ruffin manifestó durante una entrevista en Radio 1 que entendía el sufrimiento de estas familias al ser él mismo hijo de minero.
En 1986 he colaboró con el grupo Heaven 17, cantando los temas "A Foolish Thing To Do" y "My Sensitivity. A finales de los 80 y principios de los 90 tomó parte de las grabaciones para el sello rivival Motorcity Records. Grabó duetos con Maxine Nightingale y Brenda Holloway. Posteriormente, condujo un programa de radio y se convirtió en activista antidroga tras la muerte de su hermano David en 1991. 
Tras la publicación en 2010 en formato CD de su álbum de 1970, I Am My Brother's Keeper, Ruffin comenzó a escribir  y grabar canciones para nuevo álbum que planeaba publicar en 2013 pero que nunca llegó a ver la luz. 
En 2012, lanzó un recopilatorio bajo el título de There Will Never Be Another You, incluyendo canciones como "What Becomes of the Brokenhearted" y "Hold On To My Love".
Ruffin se mudó a Las Vegas, donde el 17 de octubre de 2014, fue hospitalizado gravemente enfermo. Falleció el 17 de noviembre a los 78 años de edad.

## Discografía

### Álbumes
- Jimmy Ruffin Sings Top Ten (1967) - U.S. #133
- The Jimmy Ruffin Way (1967, UK release of Jimmy Ruffin Sings Top Ten) - UK #32
- Ruff 'n' Ready (1969) - US #196, US R&B #50
- The Groove Governor (1970)
- I Am My Brother's Keeper (1970, with David Ruffin) - US #178, US R&B #15
- Jimmy Ruffin ... Forever (1973)
- Greatest Hits (1974) - UK #41
- I've Passed This Way Before (1974)
- Sunrise (1980) - US #152
- The Ultimate Motown Collection (2003) (2 CDs) 981 200-6[7]
- There Will Never Be Another You (2012)